# Glissando

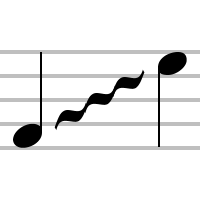
Segno grafico del glissando

Il glissando o glissato (dal francese glisser, "slittare, scivolare") consiste nell'innalzamento o nell'abbassamento costante e progressivo dell'altezza di un suono, ottenuto a seconda dei vari strumenti in diversa maniera. È sinonimo più utilizzato di "strisciando".
Il glissando propriamente detto è quello che può essere prodotto dalla voce umana (in tal caso spesso si utilizza il termine portamento) oppure da strumenti come il violino (in questo caso si esegue una sorta di portamento strisciando il dito sulla corda), il trombone e tutti gli strumenti in cui è possibile far avvenire la transizione tra le note senza soluzione di continuità, in modo che non si percepiscano singolarmente i cambi di nota.
Spesso, però, il termine glissando si applica anche ad alcuni effetti che vi si avvicinano (con una serie di suoni ravvicinati ma discreti anziché continui), come quelli ottenibili con gli strumenti a tastiera, con la maggior parte degli ottoni, con l'arpa e con i cordofoni a tasto.

## Notazione

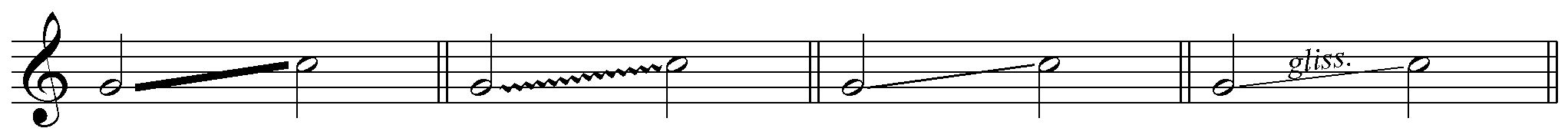
Diverse notazioni del glissando

Il glissando viene segnato facendo seguire alla nota iniziale una linea nella direzione voluta e corredata spesso dall'abbreviazione gliss.; a volte è utilizzata una linea a serpentina. Nella notazione per voce, inizialmente fu utilizzata una legatura non dissimile dalle legature di frase, ma limitata a due note adiacenti di altezze diverse.

## Esecuzione

### Voce umana
Il glissando inteso come transizione continua (non discreta) tra due o più note è ottenibile facilmente dalla voce umana, che se ne giova particolarmente come portamento, effetto ampiamente usato nella vocalità operistica, nella musica e nel canto popolare e per derivazione anche nella musica blues, jazz e occasionalmente nella musica pop.

### Ottoni

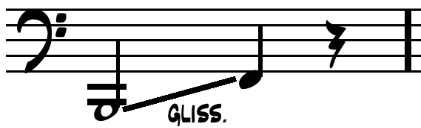
Glissato per trombone basso nellIntermezzo interrotto del Concerto per Orchestra di Béla Bartók: prima dello sviluppo dei tromboni bassi con due ritorte il passaggio veniva considerato impossibile

Per gli ottoni (in particolare corno e tromba) a volte per glissato si intende una serie di armonici ottenibili senza cambiare posizione; l'effetto è la veloce successione dei suoni armonici, e dunque in questo caso - a meno di non suonare sovracuti - non è tecnicamente un vero e proprio glissato con una successione cromatica di note.
Per gli strumenti a pistone è possibile eseguire una sorta di glissato premendo i pistoni a metà corsa, permettendo dunque il parziale passaggio dell'aria in tutti i canneggi, e combinando con il labbro un bending.
Il corno può ottenere efficaci effetti di glissato con l'azione combinata di un movimento della mano nella campana ed un bending eseguito con le labbra.
La tromba è generalmente dotata, al terzo pistone, di una coulisse che permette l'aggiustamento dell'intonazione per alcune note. Può essere comunque usata per piccoli e limitati glissando.
Il trombone, grazie alla sua sezione mobile (coulisse), può effettuare agevolmente e naturalmente un vero glissato, senza dover sfruttare la serie degli armonici. Una delle maggiori difficoltà dell'arte del trombonista è appunto quella di evitare i glissati tra nota e nota, in particolare quando si suonano note legate. L'effetto può essere esteso al massimo per l'intervallo di quinta diminuita che separa la prima posizione dalla settima.
Bisogna notare che quando nel trombone si azionano le ritorte la distanza tra un semitono e l'altro aumenta, e nella sua massima escursione con ritorta in Fa azionata la coulisse ha un intervallo di quarta giusta con solo sei posizioni intermedie, e solo cinque posizioni intermedie con la ritorta in Re dei moderni tromboni bassi. Questo fatto probabilmente sfuggì a Béla Bartók quando scrisse un passaggio glissato per trombone basso nel Concerto per Orchestra (allora esistevano solo tromboni con ritorte in Fa e non moderni tromboni bassi) in cui il trombone dovrebbe suonare un glissato da Si basso fino al Fa: purtroppo il passaggio sarebbe impossibile in quanto nella massima estensione con la ritorta in Fa la nota più bassa possibile è un Do e non un Si come scritto da Bartók. Prima dello sviluppo dei tromboni bassi con due ritorte alcuni trombonisti semplicemente eseguivano questo passaggio partendo dal Do, altri - come Lewis Van Haney della New York Philharmonic - escogitarono trucchi come quello di intonare la ritorta in Mi invece che in Fa e legando la ritorta con una corda in modo da riportare l'intonazione in Fa spingendo la corda con il piede durante l'esecuzione del glissato. Oggi il passaggio viene eseguito con il trombone basso, azionando prima entrambe le ritorte (Fa e Re) e poi, circa a metà del glissato, solo quella in Fa.

### Legni
Tra i legni, la prassi esecutiva strumentale della musica nel Novecento ha esplorato la possibilità del glissando su praticamente tutti gli strumenti della famiglia. Negli strumenti con fori sprovvisti di chiavi o con chiavi ad anello (oboe, clarinetto, flauto dolce) il fatto che lo strumentista usi i direttamente polpastrelli per chiudere i fori rende possibile il vero glissato, ottenuto scoprendo gradualmente la superficie di ogni foro in successione. Nel flauto traverso moderno questo è in parte possibile per i modelli che montano piattelli forati. Nel sassofono (in cui i fori vengono aperti e chiusi azionando leve) è comunque possibile glissare combinando una scala cromatica con un bending per l'intervallo di un semitono modificando la posizione delle labbra e questo, combinato con l'azione delle mani sulle chiavi, ottiene un effetto molto simile al vero glissato.

### Cordofoni
Nei cordofoni ad arco, come violino, viola, violoncello e contrabbasso, il glissato è facilmente ottenibile facendo scorrere i polpastrelli lungo le corde durante la cavata dell'arco; tale effetto è stato usato spesso per imitare il linguaggio espressivo della voce umana. Tra i cordofoni ad arco ve ne sono alcuni dotati di tasti (in modo analogo alla chitarra), il più comune dei quali è la viola da gamba. In questi strumenti, il glissando è prodotto nello stesso modo, ma l'effetto è diverso, in quanto non si può evitare di far percepire nello "scivolamento" le interruzioni cromatiche (cioè, semitono per semitono).
Nei cordofoni a tasto, come chitarra, liuto, basso elettrico e altri, l'effetto è ugualmente ottenibile pizzicando le corde e facendo scorrere i polpastrelli lungo la corda, ma il suo uso è meno frequente rispetto agli strumenti ad arco per l'impiego prettamente polifonico di questi strumenti, per la debolezza del suono così ottenuto e per la presenza dei tasti a provocare brevi ma udibili interruzioni del glissato.
Si noti che il basso elettrico, strumento usato per lo più melodicamente, conosce una variante di costruzione con un manico privo di tasti (in inglese fretless) al preciso scopo di riprodurre le sonorità e gli effetti di glissato del contrabbasso.

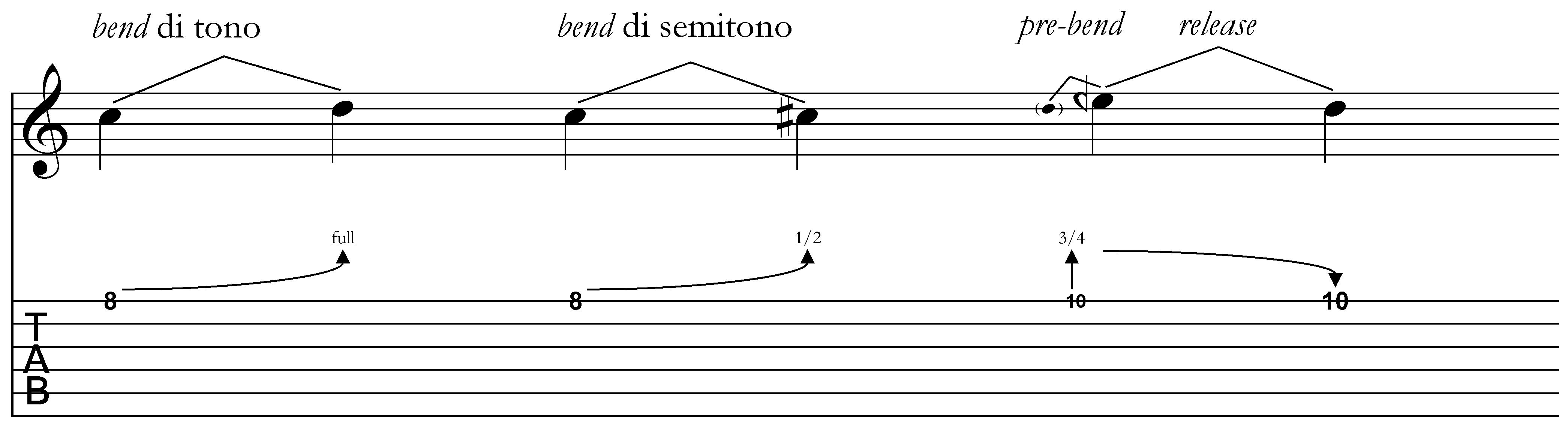
Esempi di bend, pre-bend e release

La chitarra elettrica, strumento il cui suono amplificato supera un limite dello strumento acustico, ha inserito stabilmente tra le sue tecniche esecutive due effetti di glissato che si ottengono o premendo la corda e spingendola verticalmente con il polpastrello (in inglese bending), ottenendo in tal modo un glissando ascendente, o agendo pesantemente sulla leva del vibrato in dotazione allo strumento. Il bend può raggiungere la distanza di tono, che nell'intavolatura è segnato con full, o distanze diverse, misurate nell'intavolatura attraverso frazioni di tono (1/2 sta per semitono e così via). Release è invece l'effetto di glissando ottenuto dal rilascio della corda precedentemente tirata. Infine, il pre-bend è il tiraggio della corda senza glissando ascendente; normalmente al pre-bend segue il release.
Nell'arpa l'effetto usatissimo di glissando viene ottenuto passando velocemente la mano sulle corde, in senso ascendente o discendente, previa preparazione dello strumento attraverso gli appositi pedali. Azionandoli, l'arpista può ottenere un glissando propriamente detto, fino alla distanza di tono (raggiungibile tra la posizione di riposo e quella di maggior tensione del pedale); questo effetto è molto meno usato del precedente a causa del ridotto volume sonoro.
Negli strumenti a tastiera (non elettronici) si dice glissando la scala diatonica o quella cromatica ottenute facendo strisciare la mano sui tasti diatonici o cromatici.
Gli strumenti polifonici, quindi tutti gli strumenti a tastiera, ma anche l'arpa, le chitarre e i cordofoni ad arco, possono eseguire glissandi multipli, costituiti da glissati simultanei di più note.

### Strumenti elettronici

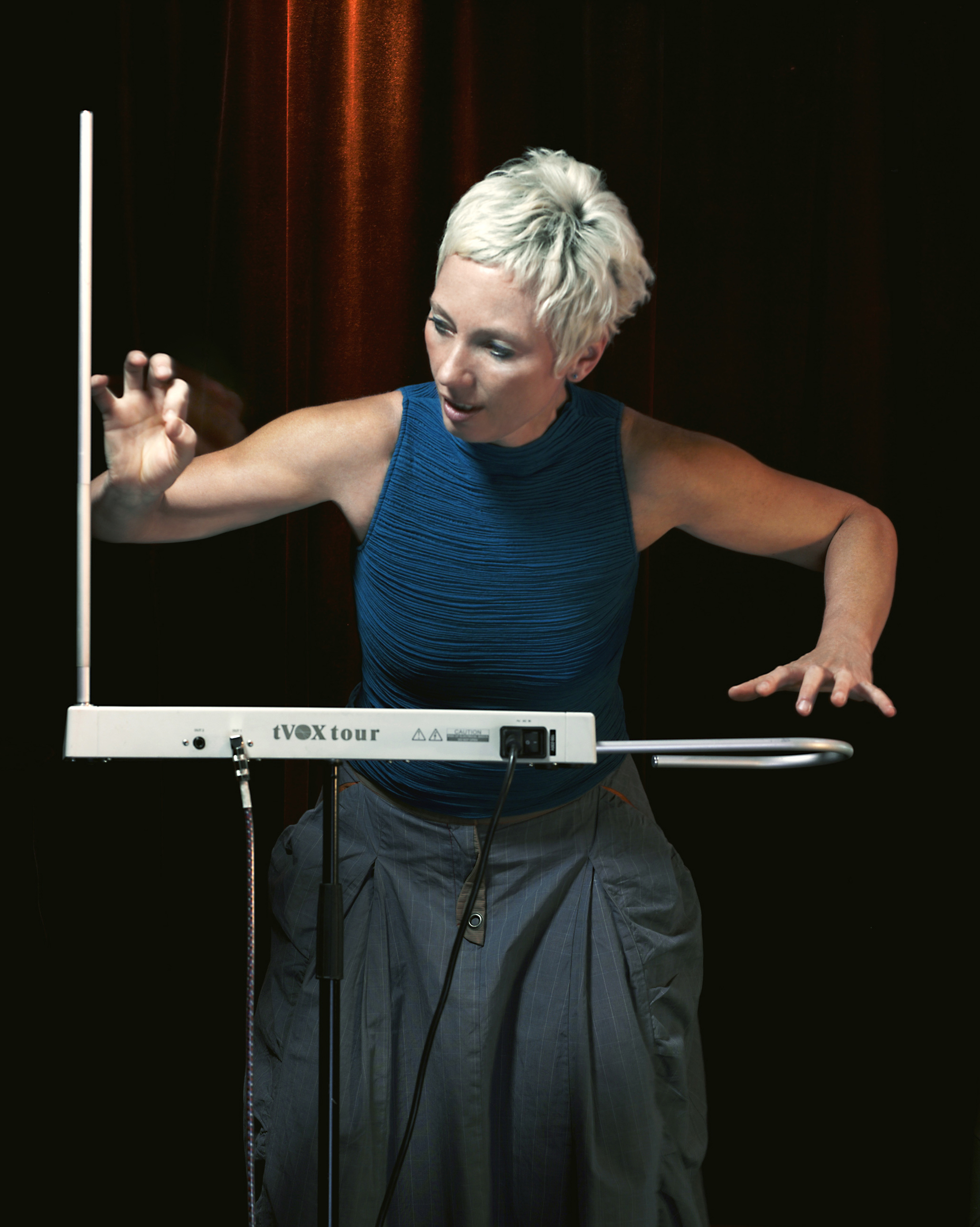
Con il Theremin il glissato si esegue semplicemente avvicinando o allontanando la mano destra dall'antenna di modulazione

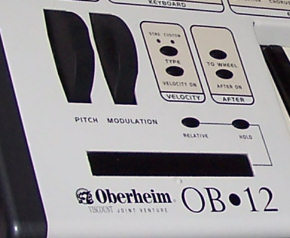
Rotella di modulazione su un synth OB12

Il glissato è stato incluso costantemente in quasi tutti gli strumenti elettronici dell'ultimo secolo, come le onde martenot, il Theremin, il Telharmonium e il Moog, nell'intento di dare un tocco di umanità a sonorità inizialmente percepite come artificiali. Effetti di glissando sono normalmente presenti nei sintetizzatori e nelle moderne tastiere elettroniche e sono spesso azionabili tramite comandi di pitch bending azionati da manopole o leve di modulazione poste a lato della tastiera vera e propria. In questo caso la scelta dell'introduzione di questo effetto (accanto ai numerosi altri di cui questi strumenti sono normalmente dotati) non dipende più dalle caratteristiche fisiche dell'emissione del suono (che è interamente sintetizzata), ma da una scelta di progettazione del produttore.

### Idiofoni
Tra le percussioni a suono determinato è comune il glissato negli strumenti a tastiera (celesta, glockenspiel, xilofono, vibrafono, marimba e altri) facendo scorrere la mano o le bacchette lungo la tastiera.
È possibile ottenere un glissato udibile ed espressivo con i timpani, azionando i pedali di regolazione delle altezze subito dopo aver percosso la pelle del timpano senza smorzarne il suono. In modo analogo si può trarre effetti di glissato ruotando i rototom.
Nei tamburi un effetto simile al glissato viene ottenuto premendo (con la mano, il gomito o un'altra parte del corpo) e poi rilasciando, dopo averla colpita, la pelle del tamburo. Esistono poi moltissimi altri effetti simili che vengono ottenuti in maniera dipendente dalla particolare natura della percussione (lamiere che vengono inflesse dopo essere state percosse, dischi metallici che vengono fatti ruotare velocemente). Naturalmente, in questi caso l'estensione dell'effetto è approssimata o completamente indeterminata.

## Utilizzo
Il glissato è usato nella musica vocale a fini espressivi, per imitare quelle inflessioni della voce che lo utilizzano in natura (pianto, lamento, risata, e altre).
Non raramente esso può assumere valore parodistico, comico (si noti ad esempio il frequente uso del flauto a coulisse nei cartoni animati o alle note sigle delle serie Looney Tunes e Merrie Melodies, in cui vi è un'ampia utilizzazione del glissato di lap steel). Un altro esempio è l'uso del theremin per simulare i versi emessi dai fantasmi o per la colonna sonora che annuncia l'arrivo di alieni nei vecchi film di fantascienza o del terrore.
Nella musica strumentale esso è stato particolarmente utilizzato negli ultimi due secoli proprio come modalità alternativa rispetto alla notazione fortemente quantizzata degli strumenti dell'orchestra europea, e l'uso parodistico è spesso scoperto nell'imitazione di musica popolare (dal Bolero di Ravel alla band di Goran Bregović e la musica klezmer), della musica vocale e strumentale in tutte le varianti del jazz e del blues.

## Esempi di uso del glissando
- Gioachino Rossini, Guglielmo Tell (1829), ouverture (violoncello)
- Hector Berlioz, Sinfonia fantastica (1830), quinto movimento, battute 8-11 e 17-21 (flauto, oboi, clarinetto; poi corno).
- Gustav Mahler, Sinfonia n. 4 (1900), terzo movimento (violino, violoncelli, viole).
- Igor' Fëdorovič Stravinskij, L'uccello di fuoco (1910)  (trombone).
- Claude Debussy, Préludes, Libro II, n. 12 Feux d'artifice (1913), battuta 17 (pianoforte, tasti neri), battuta 87 (tasti bianchi e neri contemporaneamente).
- Giacomo Puccini, Suor Angelica (1918), scena finale del miracolo (voce).
- Igor' Fëdorovič Stravinskij, Pulcinella (1920), numero di partitura 170 (trombone).
- Béla Bartók, Concerto per orchestra, quarto movimento, (trombone basso).
- Béla Bartók, Il mandarino meraviglioso , Tromboni Tenori e Trombone Basso.
- Zoltán Kodály, Hàry Jànos, Tromboni Tenori e Trombone Basso.
- George Gershwin, Rhapsody in Blue (1924), incipit (clarinetto).[23]
- Ottorino Respighi, I pini di Roma (1924), primo movimento "I pini di Villa Borghese" (arpa).
- Henry Mancini, Peter Gunn theme, introduzione, chitarra elettrica.